# Charte urbaine européenne
La Charte urbaine européenne dans ses deux versions de 1992 et 2008 a été adoptée le Congrès des pouvoirs locaux et régionaux du Conseil de l'Europe.

## Charte urbaine européenne (1992)
La première Charte urbaine européenne a  été adoptée en 1992 par le Congrès. Cette initiative engageait une démarche pionnière en Europe et marquait une étape clé de la reconnaissance du fait urbain dans le développement de nos sociétés. Elle constitue en effet, un effort majeur dans l’élaboration d’un corps de principes d’action censé transcender les politiques nationales en se fondant sur la pertinence de cette politique à l’échelon de la ville.
La première charte poursuivait les principaux objectifs suivant :
- Servir d'outil pratique et de référence en matière d'urbanisme pour les pouvoirs locaux ;
- Réunir les principaux éléments nécessaires à la rédaction éventuelle d'une Convention des droits urbains ;
- Fournir une base pour l'attribution d'un Prix international destiné aux villes adhérant aux principes de la Charte ;
- Doter le Conseil de l'Europe d'une référence pour les questions relatives à l'environnement bâti et, simultanément, de synthétiser les conclusions des travaux du Conseil de l'Europe sur les questions urbaines.

## Charte urbaine européenne II: manifeste pour une nouvelle urbanité (2008)
Le 29 mai 2008, le Congrès a adopté une nouvelle charte : la Charte urbaine européenne II : Manifeste pour une nouvelle urbanité.
Cette nouvelle charte vient compléter et actualiser la première contribution du Congrès et propose une nouvelle culture de la vie urbaine qui encourage les territoires européens à bâtir une ville durable.
Elle dégage un corpus de principes et de concepts partagés permettant aux villes de faire face aux défis contemporains des sociétés urbaines.
Ces principes esquissent, pour les principaux acteurs du développement urbain et pour les citadins-citoyens européens, la perspective d’une nouvelle urbanité, c'est-à-dire d’un savoir vivre ensemble et d’une nouvelle culture de la vie en ville.